# Valle Peligna
La Valle Peligna (o Conca Peligna o Conca di Sulmona) è un altopiano dell'Abruzzo interno centro-meridionale, collocato in provincia dell'Aquila e in minima parte in quella di Pescara. È posto a una quota di circa 400-500 m s.l.m., risultando una delle macroaree di bassa quota della provincia dell'Aquila assieme alla Conca Aquilana, al Fucino e all'Alto Sangro.

## Geografia
La Valle Peligna deriva il suo nome dal greco peline = "pelagus", "-pelagio", ovvero "fangoso", "limaccioso": in età preistorica, la conca di Sulmona era infatti occupata da un vastissimo lago al pari della zona del Fucino; in seguito a disastrosi terremoti ed alluvioni, la barriera di roccia che ostruiva il passaggio verso il mare, nelle gole di Popoli, crollò, ovvero fu erosa dalla portata dei due fiumi che, con la confluenza del Tirino, prende il nome di fiume Aterno-Pescara.
Ricopre una superficie di 100 km², possiede un'altitudine media di 300-440 m s.l.m. ed è posta tra le coordinate geografiche da 41°48'10" a 42°11'45" di latitudine nord e da 13°46'10" a 13°69'42" di longitudine est, attraversata dai fiumi Aterno e Sagittario che confluiscono nel Pescara. Confina a nord-ovest con la conca del Fucino, a sud con la valle del Tasso-Sagittario, la valle del Gizio e i monti Marsicani a sud-ovest, a nord-est con la valle dell'Aterno tramite il massiccio del monte Sirente e la valle Subequana, a nord-ovest con la valle del Giovenco, a est e sud-est con il massiccio della Maiella.

### Geografia antropica
Fanno parte di questa valle i comuni di Bugnara, Corfinio, Introdacqua, Pacentro, Pettorano sul Gizio, Popoli Terme, Pratola Peligna, Prezza, Raiano, Roccacasale, Sulmona, Vittorito, tutti appartenenti (tranne Popoli Terme) alla comunità montana Peligna.

## Geologia

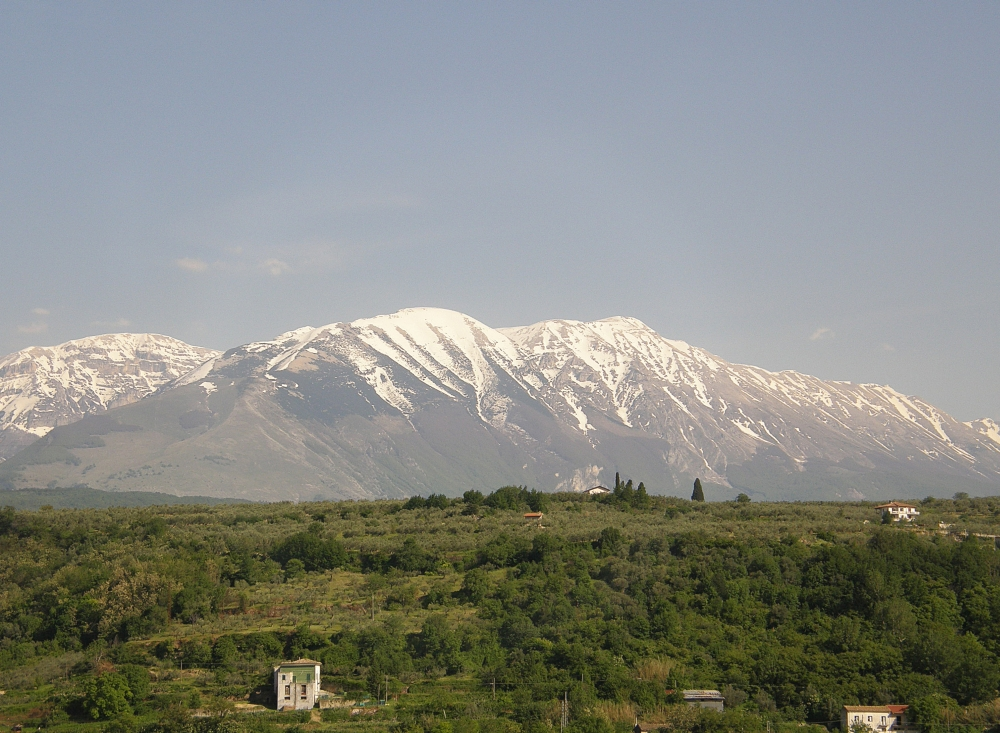
Visuale della Maiella quasi dalla Conca Peligna

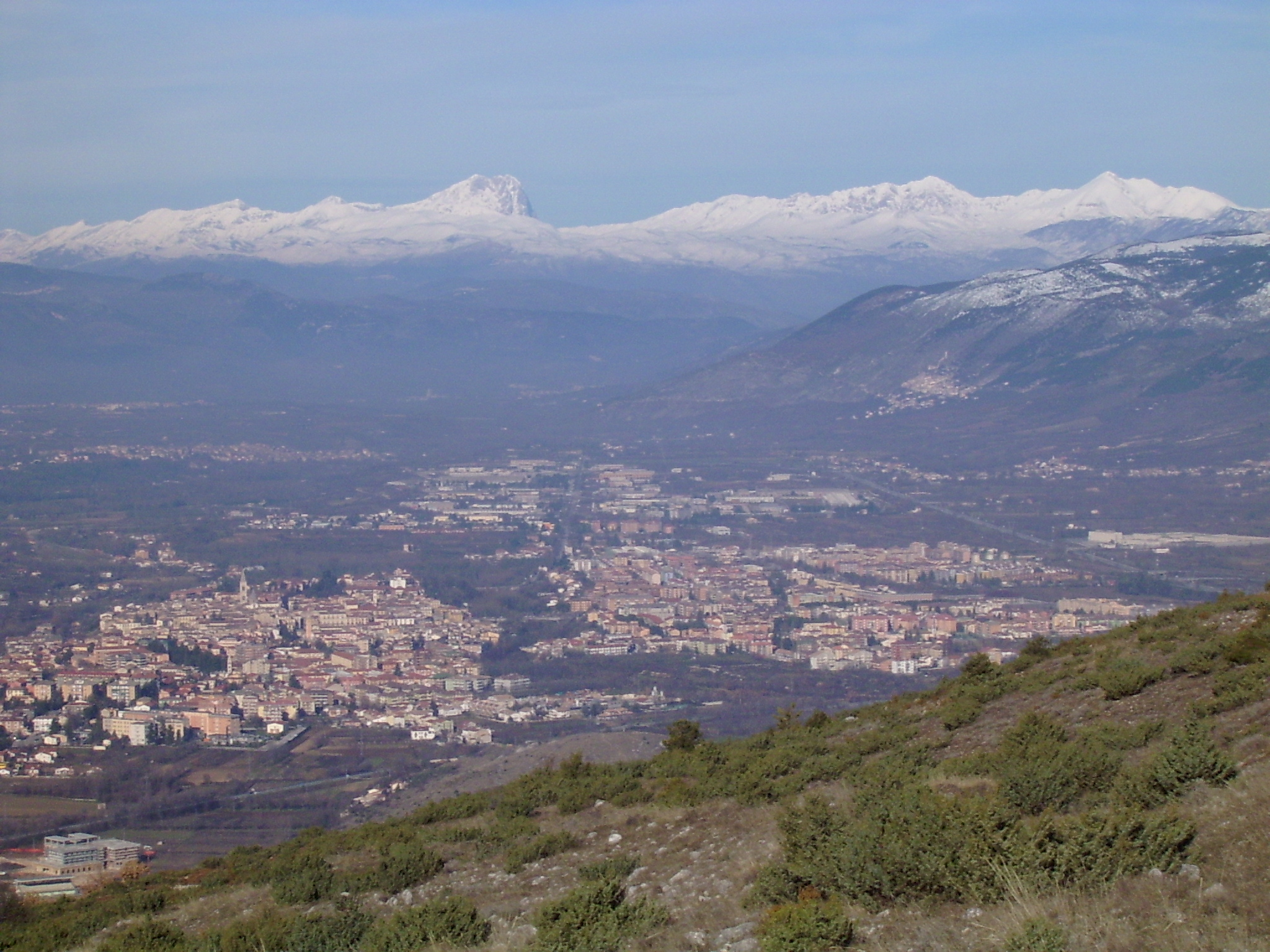
Panorama di Sulmona e la Conca Peligna dall'alto, sullo sfondo il Gran Sasso

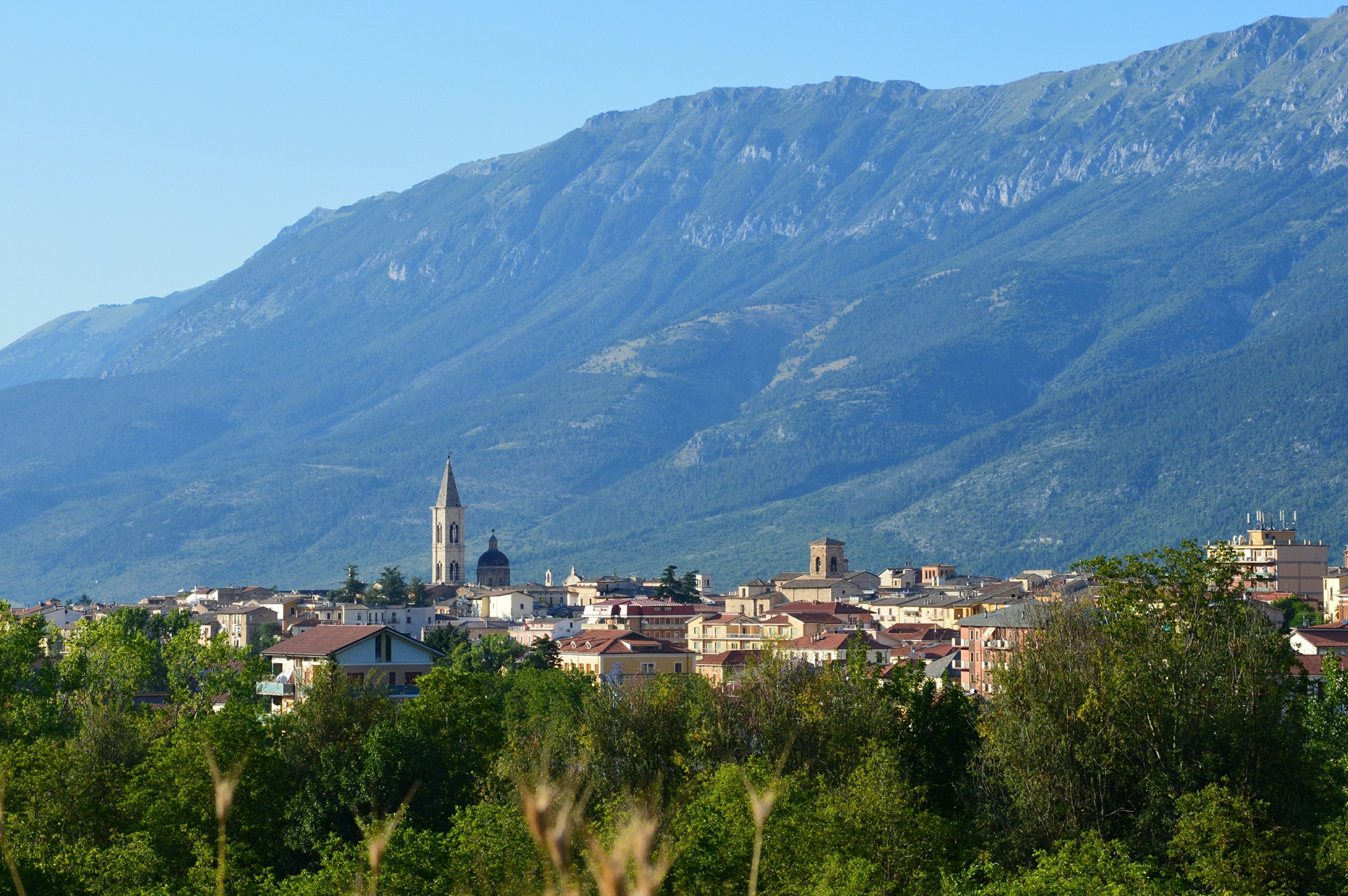
Sulmona e le montagne del Morrone

Geologicamente è una fossa di sprofondamento tettonico dovuta a fenomeni distensivi per slittamento delle circostanti montagne.
Nell'era Mesozoica l'area era in buona parte una piattaforma carbonatica, cioè un mare poco profondo, affiancata da bacini pelagici più profondi. Ciò è confermato dal ritrovamento di calcari giurassici costituiti da resti di invertebrati che abitavano mari poco profondi e caldi.
Nel Pleistocene la valle era occupata da un lago prosciugatosi con il collasso di uno sbarramento naturale posto nelle gole di Popoli, all'incirca presso la stazione ferroviaria di Bussi. Tale collasso avvenne nel Pleistocene, come testimoniato dalla presenza di depositi lacustri risalenti nel periodo 700 000-300 000 anni fa.
Successivamente si alternarono climi aridi e freddi (glaciazioni) a climi caldi e questo comportò una notevole erosione delle montagne, i cui depositi riempirono la valle, fino alla conformazione contemporanea. In base a quanto riportato nelle note integrative al foglio "Sulmona" della carta geologica 1:50 000 lo spessore dei depositi quaternari è di circa 40 metri nei pressi di Pratola Peligna. Al di sotto è stata individuata una paleovalle: quel che resta del fondo del lago, in parte eroso durante la fase di svuotamento.

## Storia

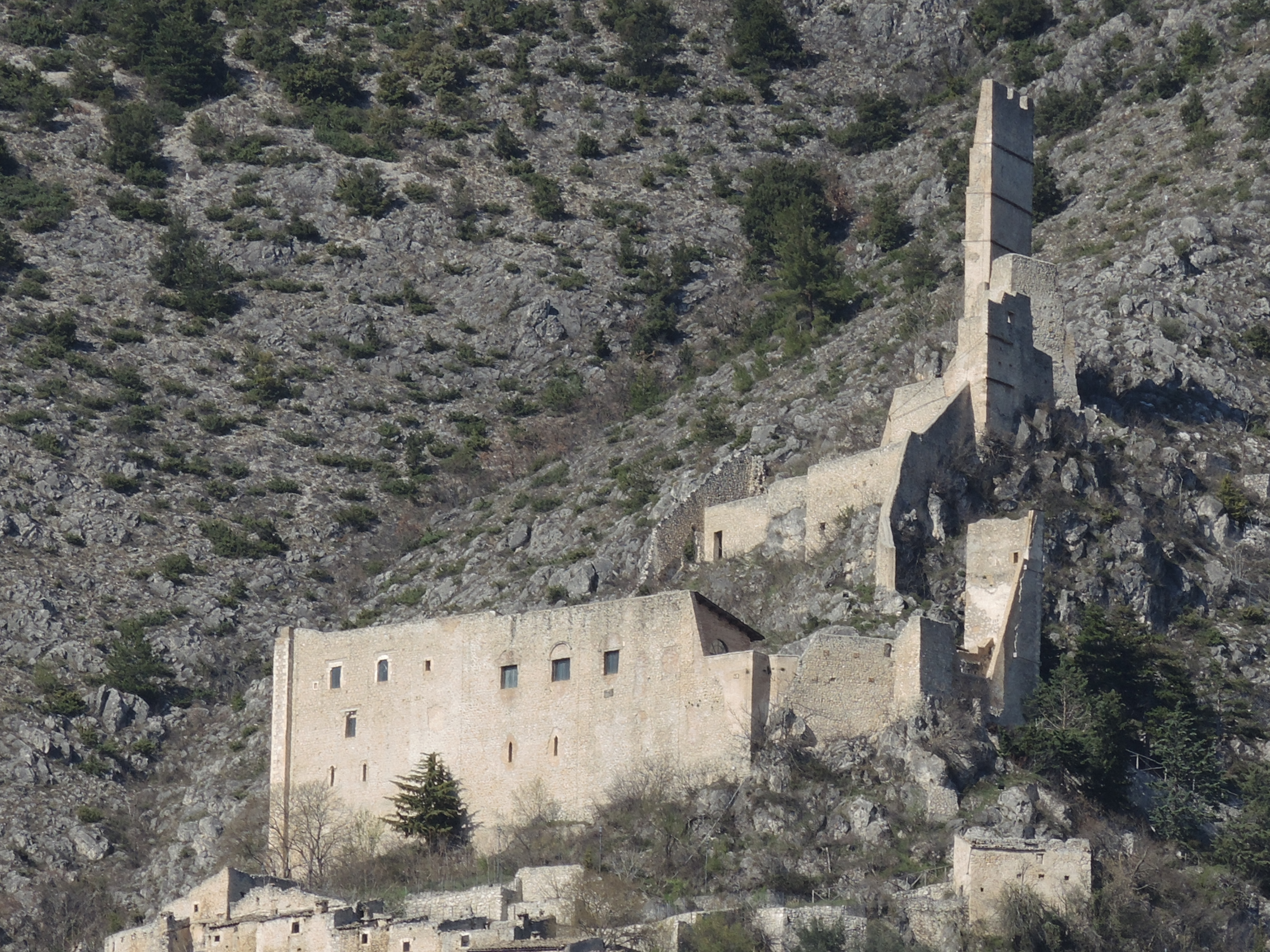
Castello De Sanctis di Roccacasale

La Valle Peligna costituisce uno dei territori dell'Abruzzo abitati sin dall'antichità, si ricorda la fondazione leggendaria di Sulmona avvenuta per l'eroe troiano Solimo nel 1180 a.C. Questa terra è stata la patria dell'antico popolo italico dei Peligni e la città di Corfinium fu la capitale della Lega Italica, alleanza di popoli italici, che nel 91 a.C. si ribellò a Roma. Sulmona, patria di eminenti personaggi della cultura e città d'arte, è stato municipio romano.
In epoca augustea Sulmona divenne famosa grazie alle poesie del nativo Ovidio, e fu città fiorente per tutto il resto della durata dell'impero romano, e anche nell'alto medioevo. In epoca sveva e per gran parte del medioevo fu il centro amministrativo dell'Abruzzo. Vi fu costruito l'acquedotto medievale e fu capoluogo artistico simbolico del gotico (esempi le chiese di San Panfilo e il complesso dell'Annunziata), definito appunto "gotico sulmonese". Durante le guerre tra angioini e aragonesi fu molto importante la valle, si combatté a Introdacqua con Fabrizio Colonna, a Pacentro con i Caldora e anche a Sulmona, visto che nessuna delle tre non vollero sottomettersi ai franco-aquilani.
La conca fu devastata nel 1706 dal terremoto della Maiella, tuttavia le città riuscirono a risollevarsi. Nell'Ottocento Sulmona e Corfinio si distinsero a livello culturale per il filologo Antonio De Nino, il quale fece notevoli scoperte archeologiche nel sito romano di Corfinium, mentre a Sulmona si intensifica la produzione del confetto tipico, con la nascita di vere e proprie fabbriche della famiglia Pelino.
Durante l'invasione di Napoleone nella Valle Peligna ci furono battaglie fra Popoli, Roccacasale e Sulmona, ma quella di maggiore importanza fu quella nei pressi della Rocca, del dicembre 1798, conosciuta come la battaglia di San Terenziano. Dopo il sanguinoso sacco di Popoli le truppe francesi avevano l'obiettivo di raggiungere Sulmona. Dunque l'allora capomassa Giuseppe Pronio di Introdacqua riuscì a radunare uomini fra il suo paese, Sulmona e Roccacasale, e ad organizzare un'imboscata resistendo per cinque giorni fino all'arrivo dei rinforzi del generale francese Duhesme. Il 5 gennaio 1799 gli uomini del Pronio furono sconfitti e per ripicca, prima di dirigersi a Sulmona, fu ordinato di distruggere Roccacasale, decimando la sua popolazione e distruggendo ogni cosa (ed è per ciò che il castello De Sanctis è in rovina).
Durante la seconda guerra mondiale era situata nella linea Gustav. Negli anni sessanta, oltre ad un precoce sviluppo turistico abruzzese nel territorio sulmonese, crebbe la produzione industriale con la costruzione di molte fabbriche nei pressi di contrada Bagnaturo-Badia.

## Monumenti e luoghi d'interesse

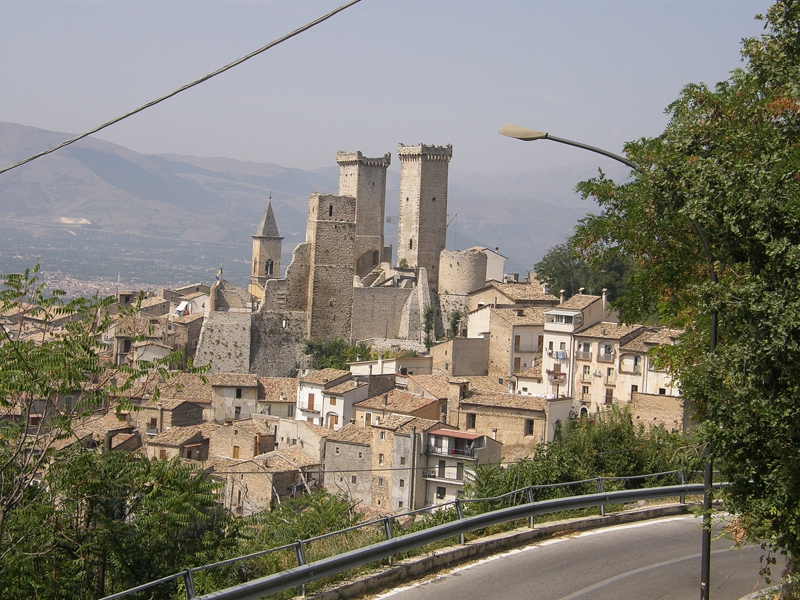
Castello Caldora di Pacentro

### Città d'arte
- Corfinio
- Sulmona
- Pacentro
- Pettorano sul Gizio
- Raiano

### Città musicali
- Introdacqua

### Architetture religiose

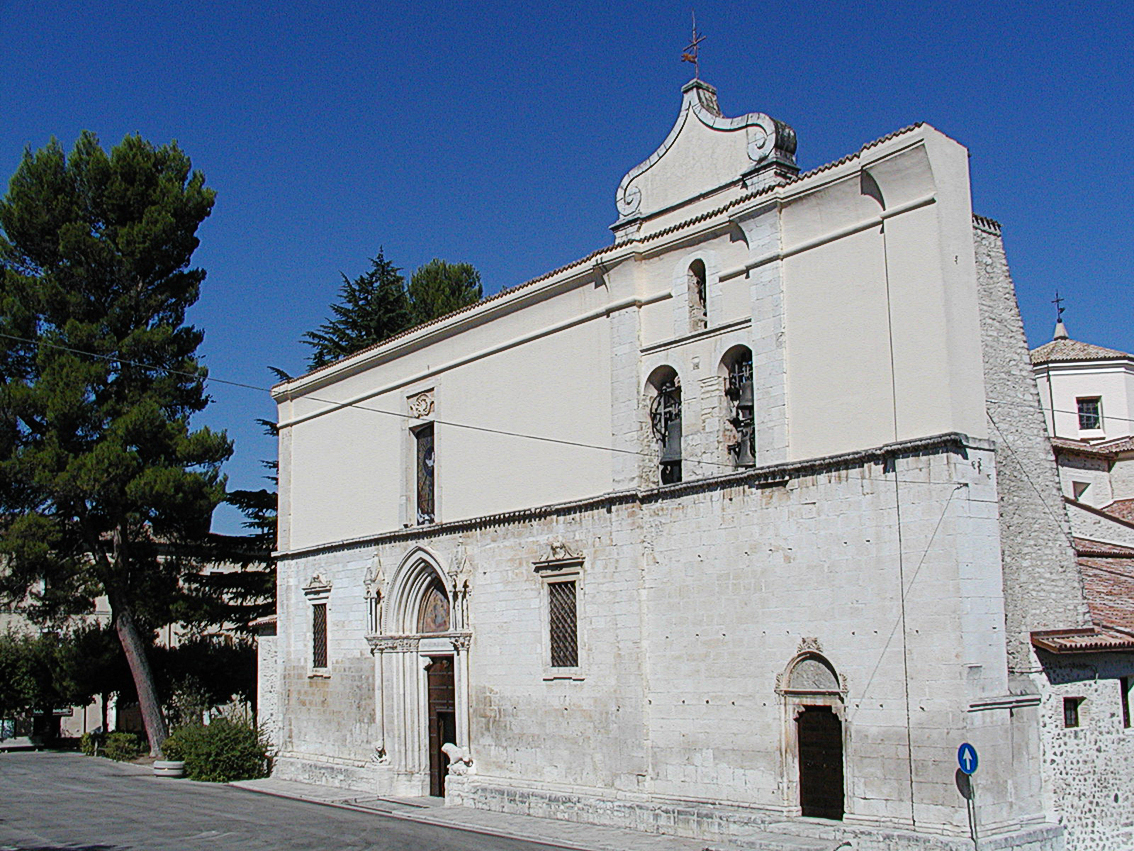
Cattedrale di Sulmona

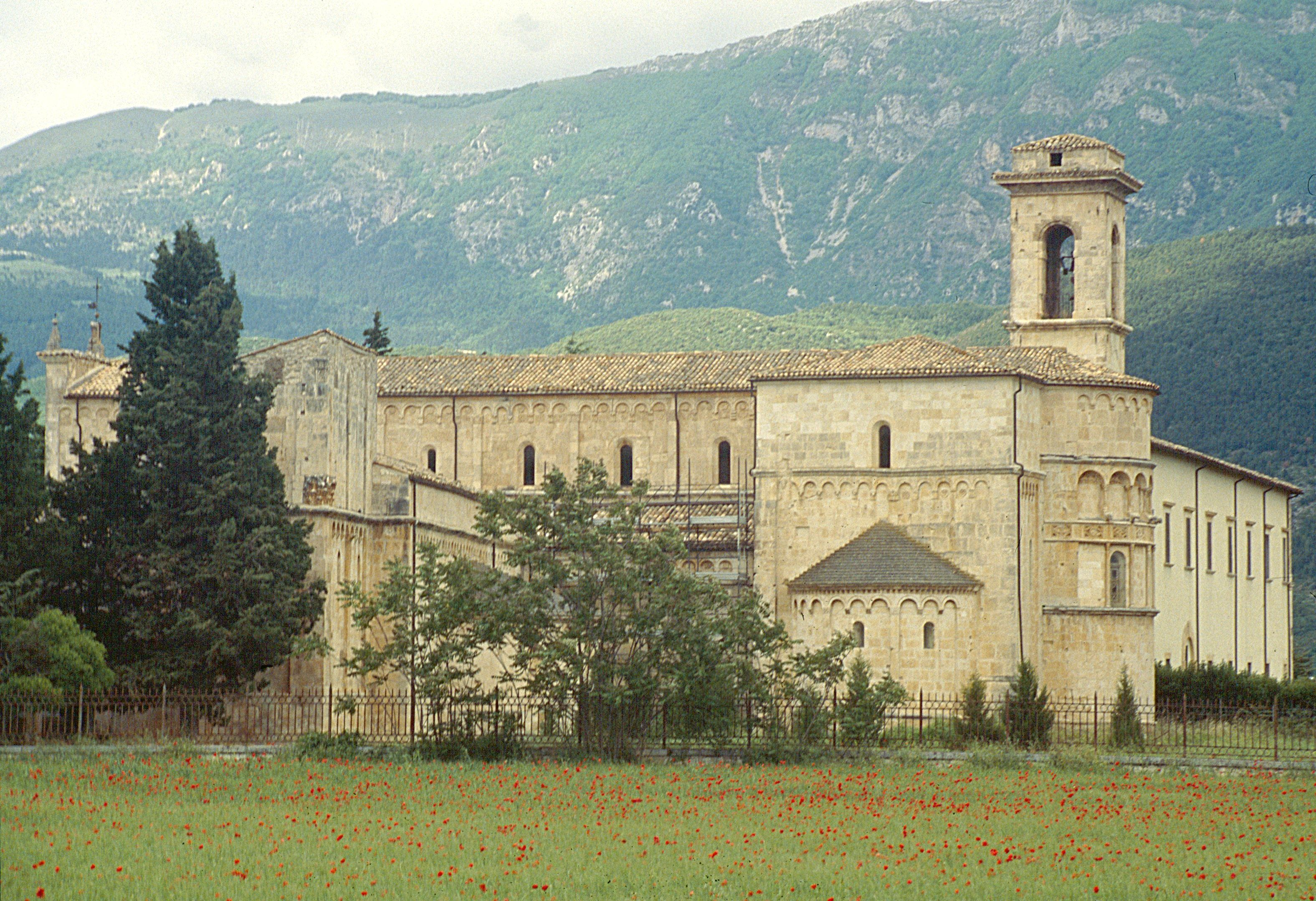
Basilica di San Pelino (Corfinio)

- Cattedrale di San Panfilo (Sulmona)
- Complesso della Santissima Annunziata (Sulmona)
- Badia Morronese (Sulmona)
- Eremo di Sant'Onofrio al Morrone (Sulmona)
- Basilica di San Pelino (Corfinio)
- Chiesa di Santa Maria della Tomba (Sulmona)
- Ex monastero di Santa Chiara (Sulmona)
- Chiesa di San Francesco della Scarpa (Sulmona)
- Eremo di San Venanzio (Raiano)
- Santuario della Madonna della Libera (Pratola Peligna)
- Chiesa di Santa Maria Maggiore (Pacentro)
- Chiesa romanica di San Michele Arcangelo (Vittorito)
- Chiesa di Sant'Antonio di Padova (Introdacqua)
- Chiesa di San Francesco d'Assisi (Popoli Terme)
- Chiesa di Santa Maria del Colle (Prezza)
- Collegiata di Santa Maria del Rosario (Bugnara)

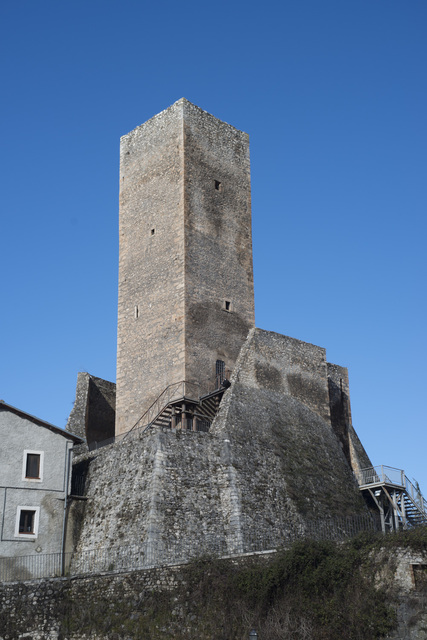
Dongione di Introdacqua

### Castelli, roccaforti e musei
- Castello Caldora (Pacentro)
- Castello Cantelmo (Pettorano sul Gizio)
- Castello ducale Cantelmo (Popoli Terme)
- Castello ducale dei Sangro (Bugnara)
- Castello De Sanctis (Roccacasale)
- Dongione di Introdacqua e resti del castello
- Porte urbiche di Sulmona e torretta circolare
- Museo dell'arte e della tecnologia confettiera (Sulmona)
- Museo civico (Sulmona)
- Museo diocesano di Sulmona
- Museo del territorio (Roccacasale)
- Museo civico archeologico Antonio De Nino (Corfinio)

### Siti archeologici e aree naturali

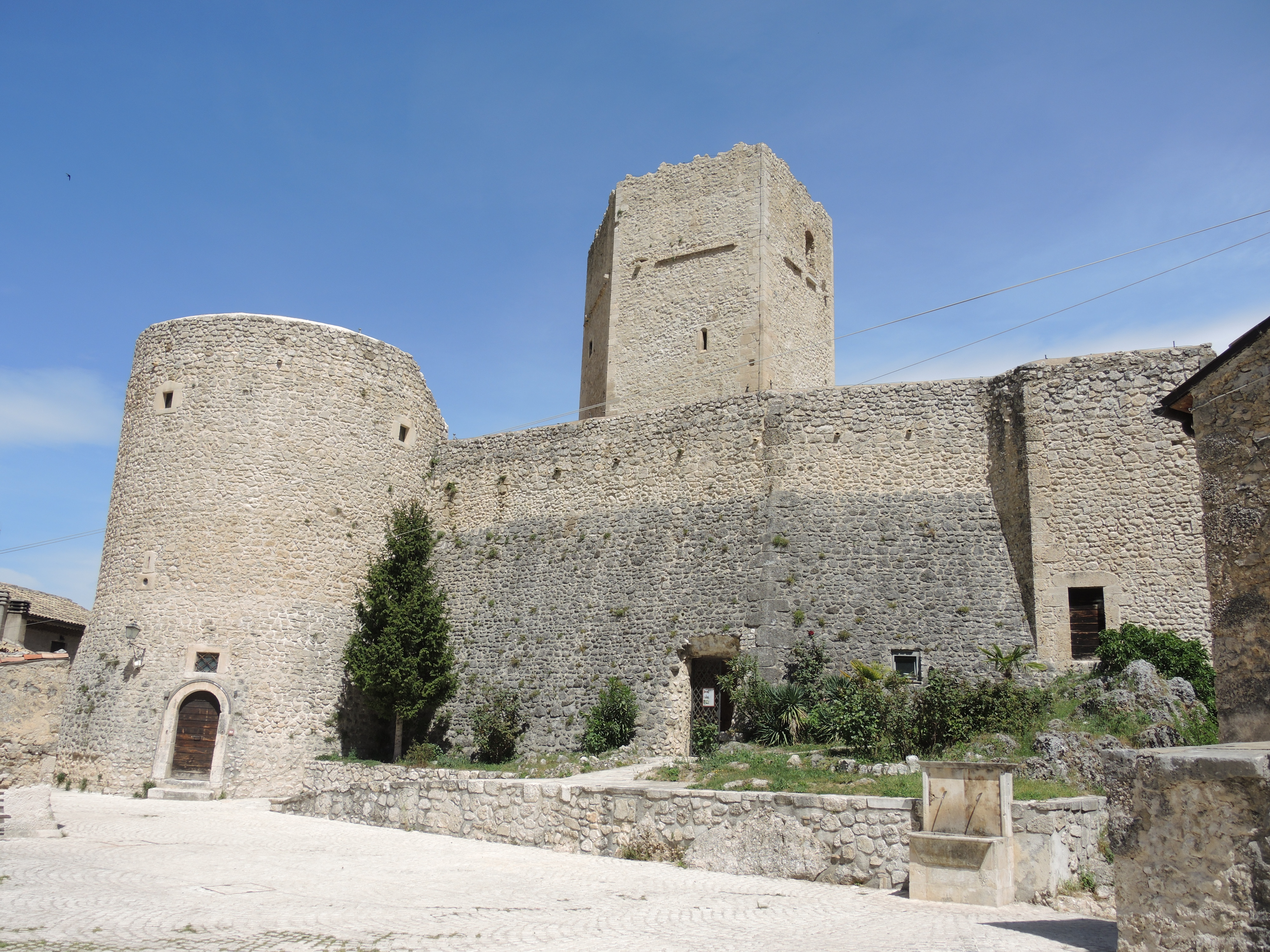
Castello Cantelmo di Pettorano sul Gizio

- Santuario di Ercole Curino (Sulmona)
- Area archeologica di Case Pente e Sagizzano (Sulmona)
- Morroni funebri in Corfinium (Corfinio)
- Sito archeologico di Ocriticum (Cansano)
- Gole di San Venanzio (Raiano)
- Passo San Leonardo (Pacentro)
- Gole e terme di Popoli
- Riserva naturale regionale "Sorgenti del Pescara" (Popoli)
- Valle di Sant'Antonio (Introdacqua)
- Monte Plaja (Introdacqua)
- Ruderi del Colle delle Fate (Roccacasale)
- Ruderi di Monte Mitra (Sulmona)
- Ruderi di Passo della Civitella (Introdacqua)
- Castello dell'Orsa (Monte Morrone)
- Riserva naturale guidata Monte Genzana e Alto Gizio (Pettorano sul Gizio)